# Acme Model A
Der Cadillac Model A, ab 1917 Acme Model A, war ein von 1915 bis ca. 1923 produzierter, US-amerikanischer Lastkraftwagen. Hersteller war zunächst die Cadillac Auto Truck Company in Cadillac, Wexford County (Michigan), die spätestens ab 1919 als Acme Motor Truck Company firmierte.

## Marken- und Unternehmensgeschichte
Die Cadillac Auto Truck Company war 1915 gegründet worden und stellte unter dem Markennamen Cadillac Nutzfahrzeuge der damaligen leichten und mittleren Leistungsklasse mit Nutzlasten von 0,75 bis 3,5 sh. tn. (0,7 bis 3,2 t) her. Das Unternehmen, das nach seinem Sitz benannt war und keinen Bezug zur Cadillac Motor Car Company in Detroit (Michigan) hatte, verlor 1917 einen Markenrechtsprozess gegen diesen älteren und größeren Automobilhersteller. Es folgte die Umstellung auf den Markennamen Acme und den Firmennamen Acme Motor Truck Company. Letzterer ist ab 1919 nachweisbar, der Markenname scheint umgehend geändert worden zu sein. Es folgten auch größere Modelle, Sattelschlepper-Zugmaschinen und Omnibusse, ehe das Unternehmen 1931 schließen musste.
Alle Modelle der beiden Marken waren „Assembled vehicles“, d. h., der Hersteller kaufte auf dem freien Markt Komponenten wie Motoren, Getriebe, Achsen usw. zu und konfektionierte daraus sein Fahrzeugprogramm. Acme-Fahrzeuge genossen einen guten Ruf.

## Modellgeschichte
Die Literatur zu den Cadillac-Modellen ist dürftig. Die Namensänderung ist klar belegt und von größeren technischen Umstellungen zu dieser Zeit berichtet keine Quelle. Daher kann davon ausgegangen werden, dass die Acme-Modelle die Fortführung der entsprechenden Cadillacs waren.
Der Listenpreis für ein Model A Chassis betrug US$ 2200,-. Inbegriffen waren Sitze, Scheinwerfer, Hupe, Wagenheber und Werkzeug, was nahelegt, dass eine Kabine zum Lieferumfang gehörte. Eine Werks-Illustration zeigt eine solche mit festem Dach aber ohne Türen. Dazu kam der Aufbau, den das Werk gemäß einer Anzeige von 1919 selber herstellen konnte.
Das Model A wurde 1924 vom Acme Model 40 respektive 40L abgelöst. Dies waren ebenfalls Zweitonner. Deren Radstand war mit 141 Zoll (3581 mm) respektive 147 Zoll (3734 mm) kürzer, und die beiden Versionen unterschieden sich voneinander auch in der Motorisierung.

## Technik

### Motor
Cadillac und Acme verwendeten bis 1927 durchwegs Vierzylinder-Reihenmotoren von Continental. Details zum Cadillac Model A fehlen, können aber mit dem Acme Model A ganz oder teilweise übereinstimmen. Dieser erhielt einen wassergekühlten Viertaktmotor in Monoblockbauweise mit 280.6 c.i (4599 cm³) Hubraum, errechnet aus einer Zylinderbohrung von 4,125 Zoll (104,775 mm) und einem Hub von 5,25 Zoll (133,35 mm). Die Leistung lag bei 40 bhp (29,8 kW). Die nach der A.L.A.M.-Formel aus der Bohrung errechnete, nicht gemessene, Leistung betrug 27,23 HP.
Die Thermosiphonkühlung wurde von einer Wasserpumpe unterstützt und die Schmierung erfolgte durch eine Ölpumpe im Schleuderverfahren. Acme verwendete einen Rayfield-Vergaser und Eisemann-Magnetzündung.

### Kraftübertragung
Bei allen Acme-LKW erfolgte die Kraftübertragung mittels Dreigang-Schaltgetriebe mit Rückwärtsgang, Einscheiben-Trockenkupplung und Antriebswelle auf die Timken-Hinterachse, wo sie mittels Schneckengetriebe verteilt wurde. Modern war die Anordnung von Schalthebel und Handbremshebel mittig im Fahrzeug statt außen.

### Fahrgestell und Aufhängung
Der Kastenrahmen bestand aus hitzebehandeltem Preßstahlprofil von 6 Zoll (15,2 cm) Breite. Der Radstand betrug 148 Zoll (3760 mm), die Spurweite vorn und hinten 58,5 Zoll (1486 mm). Das Fahrzeug hatte vorn und hinten Starrachsen. Die vordere war geschmiedet. Die Hinterachse war Full-floating ausgelegt, d. h. die Kraft übertragenden Halbwellen sind durch Wälzlager und Radnabe weitgehend von Querkräften befreit. Beide waren an Halbelliptik-Blattfederpaketen aufgehängt. Das Fahrzeug hatte eine Schneckenlenkung und war ein Linkslenker. Hand- und Fußbremsen wirkten auf Trommeln an der Hinterachse. Die erwähnte Illustration zeigt ein Fahrzeug mit Artillerierädern. Die Reifendimension war 36 × 6 Zoll. Auf Wunsch waren an der Hinterachse Doppelräder 36 × 4 Zoll erhältlich.